# São Fidélis
São Fidélis là một đô thị thuộc bang Rio de Janeiro, Brasil. Đô thị này có diện tích 1028,095 km², dân số năm 2007 là 38421 người, mật độ 37,4 người/km².